# Quartetti per archi op. 51 (Brahms)
I Quartetti per archi opus 51 sono i primi due dei tre quartetti per archi pubblicati da Johannes Brahms in tutta la sua vita (altri tre furono composti per vl., viola, vcl. e pianoforte).
Vennero realizzati pochi anni dopo il completamento di Ein deutsches Requiem.
In realtà, Brahms aveva composto molti quartetti per archi (forse addirittura una ventina) prima di questi, ma poi aveva distrutto tutte le partiture.
La genesi dell'opera è stata particolarmente lunga: infatti le prime note vennero scritte nel 1865 e pubblicate solo nel 1873 a Tutzing.

## Quartetto n.1 in do minore
Il primo quartetto (opus 51 n. 1) venne eseguito per la prima volta l'11 dicembre 1873 a Vienna dal Quartetto Hellmesberger.
1. Allegro (in 3/2)
2. Romanza - Poco adagio (in 3/4 in la bemolle)
3. Allegro molto moderato e comodo (in 4/8 in fa minore)
4. Allegro, alla breve (in do minore)

La durata del brano è di circa trenta minuti.

## Quartetto n.2 in la minore
Il secondo quartetto (opus 51 n. 2) venne eseguito per la prima volta alla Singakademie di Berlino, il 18 ottobre 1873, dal Quartetto Joachim e successivamente il 3 dicembre 1875 a Vienna dal Quartetto Hellmesberger (fu quindi presentato in pubblico prima del Quartetto op. 51 n. 1)..
1. Allegro non troppo (in 2/2]
2. Andante moderato (in la maggiore in 4/4)
3. Quasi minuetto (in la minore in 3/4)
4. Allegro non assai (in la minore in 3/4)

La durata del brano è di circa trentaquattro minuti
Brahms ne fece, in seguito, una trascrizione per pianoforte a quattro mani.